# Simon Schwendener
Simon Schwendener (Buchs, Sankt Gallen kanton, 1829. február 10. – Berlin, 1919. május 27.) svájci botanikus. Botanikai szakmunkákban nevének rövidítése: „Schwend.”.

## Élete
Genf és Zürich egyetemén tanulva, ez utóbbi helyen 1857-ben lett tanár. 1861-ben Münchenbe került, ahonnan 1867-ben a bázeli növénykert igazgatásával egybekötött egyetemi tanári állásra hívták meg. Innen 1877-ben Tübingenbe, 1878-ban Berlinbe került, ahol mint a fiziológiai botanika tanára működött. Nevét amaz észlelete tette híressé, hogy a zuzmó nem egyszerű növény, hanem moszat és gomba társulása. Később a növénytest felépüléséről bebizonyította, hogy szilárdságát a mechanikai törvények érvényesülése adja meg. A porosz tudományos akadémia 1879-ben tagjává választotta.

## Legnevezetesebb művei
- Über den Bau und das Wachstum des Flechtenthallus (Zürich, 1860);
- Untersuchungen über den Flechtenthallus (Lipcse, 1860-68, 3 füzet);
- Die Algentypen der Flechtengonidien (Basel, 1869);
- Das Mikroskop (Nägelivel, 2. kiadás: Lipcse, 1877);
- Die Schutzscheiden und ihre Verstärkungen (Berlin, 1882).